# Silphedosuchus
Silphedosuchus — вимерлий рід тероцефалових терапсид раннього тріасу Росії. Він є членом родини Ericiolacertidae. Типовий вид Silphedosuchus orenburgensis був описаний в 1977 році на основі одного голотипу черепа з Оренбурзької області.
Зразок був знайдений у дрібнозернистому пісковику, який містить мало інших хребетних. Цей шар відкладався у великій заплаві, яка охоплювала більшу частину європейської Росії протягом раннього тріасу. У місцевості Рассыпная крізь дрібнозернистий пісковик прорізається лінза більш крупного піску, імовірно відкладеного давньою річкою. Це родовище містить багато чотириногих, таких як темноспондили та архозавроморфи, але скам'янілості є частиною іншої фауністичної групи.
Довжина черепа становить близько 3.5 сантиметрів, з довгою і загостреною мордою. Silphedosuchus не має великих іклів, які є у більшості інших тероцефалів, і має округлі давильні зуби на задній частині щелепи з кількома горбками. Silphedosuchus має великі орбіти або очні ямки з піднятими краями. Очна ямка закрита не повністю, тому що заочний відросток, який утворює задній край орбіти, не досягає яремної кістки знизу, яка утворює нижній край орбіти. Ознаки, які відрізняють Silphedosuchus від Ericiolacerta, включають вузький контакт між піднебінною та лемішною кістками, контакт між лемішем і верхньою кісткою, який розташований далі вперед, і дуже широкі щічні зуби.